# 克雷格·漢密爾頓-帕克

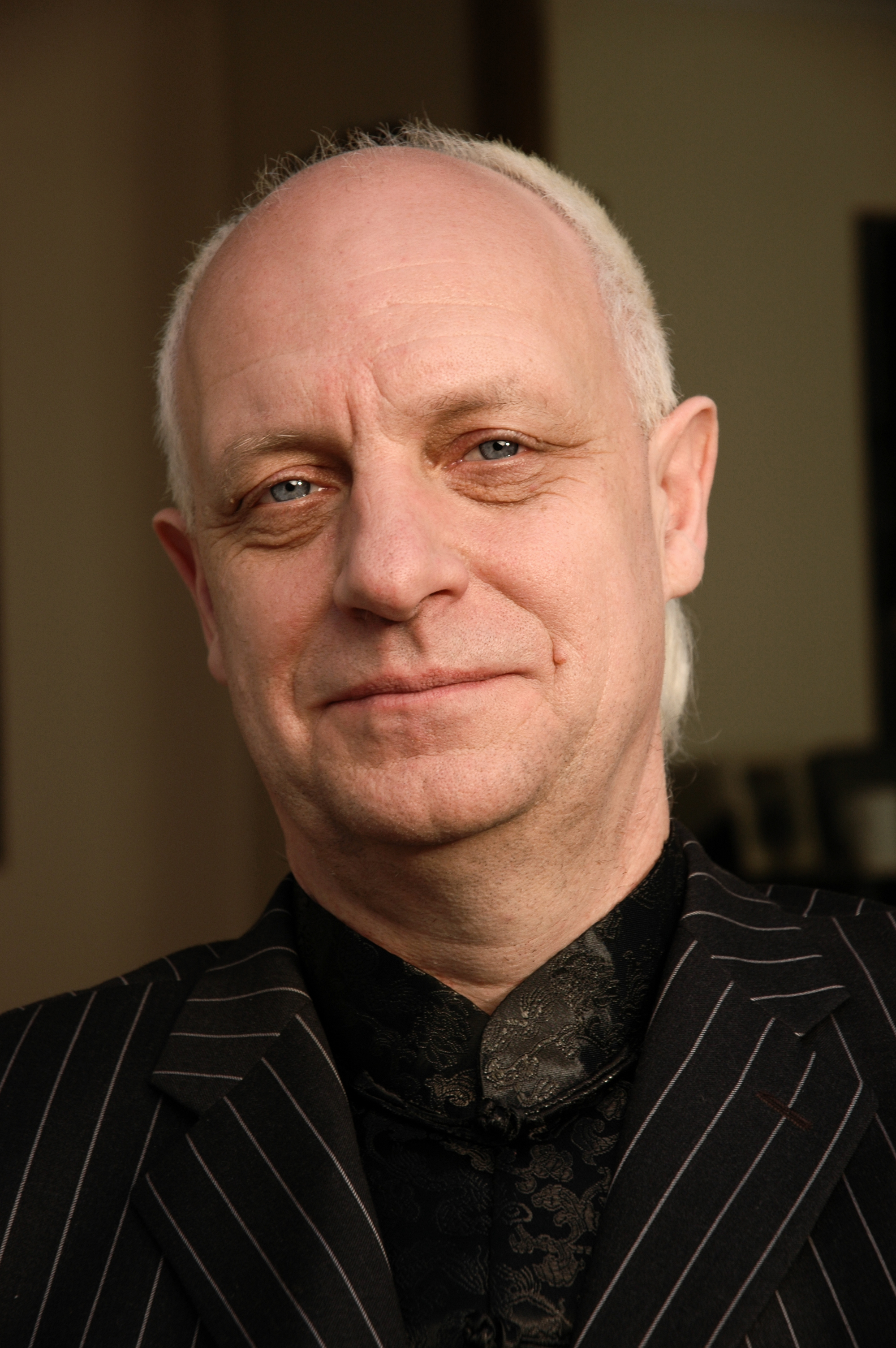
2011年

克雷格·漢密爾頓-帕克（英語：Craig Hamilton-Parker；1954年1月24日—），英國預言家，媒體稱為“悲觀預言者”，帕克過去曾準確預言特朗普當選美國總統、英國脫歐成功。為新紀元運動作家。

## 外部連結
- 官方網站 （页面存档备份，存于）
- 克雷格·漢密爾頓-帕克的Facebook專頁
- 克雷格·漢密爾頓-帕克的X（前Twitter）
- 克雷格·漢密爾頓-帕克在互联网电影资料库（IMDb）上的資料（英文）